# Catoxyethira ocellata
Catoxyethira ocellata är en nattsländeart som beskrevs av Statzner 1977. Catoxyethira ocellata ingår i släktet Catoxyethira och familjen smånattsländor. Inga underarter finns listade i Catalogue of Life.